# Emilio Verdesio
Emilio Verdesio (6 de octubre de 1892, Uruguay - 1984) fue un docente uruguayo, autor de varios ensayos sobre temáticas educativas.

## Biografía
Sus padres fueron Juan Verdesio y Emilia Razzetti
Fue un importante impulsor de la creación de escuelas de educación especial, de escuelas al aire libre y de la enseñanza de la ortofonía. Fue el fundador de la Escuela N.º 204 "Hogar" de Montevideo. Esa escuela fue rebautizada con el nombre "Emilio Verdesio" en 1988.

## Obra
- Selección escolar.... (Tip. La Liguria. 1927)
- Clases diferenciales (Imp. Nacional. 1931)
- La enseñanza especial en el Uruguay (Imp. Nacional. 1934)
- Génesis de la educación uruguaya (Imp. Nacional. 1962)
- Reforma de la enseñanza primaria (Imp. Nacional. 1957